# Roland de Chauvigné
Pour les articles homonymes, voir de Chauvigné.
 Roland de Chauvigné ou de Chauvigny (né à Écommoy le 5 mai 1532, mort en 1572) est un noble qui fut administrateur de l'évêché de Léon de 1554 à 1563. Il est le frère de Louis de Chauvigné et petit-neveu de Christophe de Chauvigné.

## Biographie
Roland de Chauvigné est le second fils de François de Chauvigné et d'Antoinette de Prunelé. Il nait le 5 mai 1532 au manoir de Fontenaille près d'Écommoy dans l'actuel département de la Sarthe. À l'âge de 22 ans alors qu'il ne s'est pas engagé dans les ordres, il devient « administrateur » de l'évêché de Léon le 6 avril 1554 à la suite de la résignation du siège épiscopal par son oncle Christophe de Chauvigné. Il prêta serment au roi le 1er octobre 1554.
Sans jamais se faire promouvoir aux ordres sacrés, on le voit garder pendant près de dix ans ce bénéfice et en poursuivre d'autres comme le prieuré de Lincé, 1560, celui de Montaudin, 1563. Dans l'acte par lequel il résigne le prieuré de Montaudin, le 25 novembre 1563, à Drouges, près de La Guerche de Bretagne, il prend encore le titre d'évêque de de Léon.
Il fait fonction d'évêque jusqu'en 1563 lorsque son frère ainé meurt sans descendance. Il résigne à son tour sa fonction d'administrateur de l'évêché pour se marier avec Françoise de Lesné, dame de Collières, une nièce de Bertrand de Lesné, seigneur de Torchant un protestant fanatique. Son abdication ne date donc pas de 1552 comme le dit le Gallia Christiana. C'est la mort de son frère aîné qui motiva ce changement d'état. L'Abbé Angot se demande s'il abjura-t-il en même temps la foi catholique ? On l'a dit, en supposant que c'est lui qu'on trouve soutenant le siège de Domfront avec Gabriel Ier de Montgommery en 1574. Il est bien vrai que lui aussi mourut vers le même temps ; mais est-ce dans les rangs des huguenots ? Le fait est peu vraisemblable pour l'Abbé Angot.
Il meurt dès 1572 déjà veuf en laissant deux filles dont l'éducation est prise en charge par la reine Catherine de Médicis.
Charles IX écrit en 1564 à Claude de Chauvigné, oncle des deux orphelines : « J'ay advisé, d'autant que par le debvoir du lieu que je tiens je suis le protecteur des pupilles de mon royaume, de les faire nourrir et instruire de bonnes mœurs, vertus et honnesteté de vie, auprès de la reine, ma dame et mère, pour la contemplation des bons, agréables et recommandables services dudit feu sieur de Chauvigny. » Ce langage ne serait guère vraisemblable si Roland de Chauvigné était mort en combattant contre le roi. Probablement le Chauvigné-Boisfroust qu'on voit au siège de Domfront est-il Lancelot de Chauvigné, frère de Roland. Claude de Chauvigné, tuteur de ses deux nièces, présente en leur nom un chapelain de l'Église Saint-Pierre-et-Saint-Paul du Horps en 1584.
Ses deux filles étaient en 1584 sous la tutelle de Claude de Chauvigné. Judith, l'aînée, épousa d'abord Louis Hurault, sieur de Villeluisant, assassiné dans la chapelle du Château de Lassay par Charles du Bellay, le 15 juin 1589, puis Jean de Madaillan de Lesparre, 1590.

## Sources partielles
- « Roland de Chauvigné », dans Alphonse-Victor Angot et Ferdinand Gaugain, Dictionnaire historique, topographique et biographique de la Mayenne, Laval, A. Goupil, 1900-1910 [détail des éditions] (BNF 34106789, présentation en ligne)